# Chlorocnemis interrupta
Chlorocnemis interrupta är en trollsländeart som beskrevs av Legrand 1984. Chlorocnemis interrupta ingår i släktet Chlorocnemis och familjen Protoneuridae. IUCN kategoriserar arten globalt som otillräckligt studerad. Inga underarter finns listade i Catalogue of Life.